# Montornès del Vallès (kommunhuvudort)
Montornès del Vallès är en kommunhuvudort i Spanien.   Den ligger i provinsen Província de Barcelona och regionen Katalonien, i den östra delen av landet, 500 km öster om huvudstaden Madrid. Montornès del Vallès ligger 100 meter över havet och antalet invånare är 15 509.
Terrängen runt Montornès del Vallès är kuperad åt sydost, men åt nordväst är den platt.  Närmaste större samhälle är Barcelona, 19,3 km sydväst om Montornès del Vallès. 